# Списак језера у Републици Српској
Језера Републике Српске су копнене наслаге воде у површинским удубљењима на територији Републике Српске. Језера Републике Српске су природно богатство Републике Српске и спадају у надлежност Министарства пољопривреде, шумарства и водопривреде Републике Српске. Језера спадају у категорију вода и имају статус добра од општег интереса за Републику Српску, те се као таква налазе под посебном заштитом Републике Српске. Статус језера као категорије вода је посебно дефинисан у Закону о водама Републике Српске, у коме се језеро дефинише на сљедећи начин: „Језеро - означава водно тијело стајаће површинске воде у унутрашњости Републике Српске“. Унутар Министарства пољопривреде, шумарства и водопривреде Републике Српске дјелује Дирекција за воде Републике Српске, односно Агенција за воде обласног ријечног слива Саве и Агенција за воде обласног ријечног слива Требишњице. Ове агенције се баве управом и контролом над водама, односно језерима Републике Српске. Са становишта рационалног кориштења водених ресурса, језера Републике Српске се налазе и под надлежношћу Хидрометеоролошког завода Републике Српске који се налази у саставу Министарства пољопривреде, шумарства и водопривреде Републике Српске.
Највеће језеро у Републици Српској и највеће вјештачко језеро на Балканском полуострву је Билећко језеро. Клиње је прво вјештачко језеро на простору Републике Српске.

## Сливови Републике Српске
Све воде на територији Републике Српске, укључујући и језера, припадају европском Црноморском сливу и мањим дијелом Јадранском сливу вода. У подручје Црноморског слива на територији Републике Српске спада ријечни слив Саве, који се разврстава у ријечне сливове Дрине, Босне, Врбаса и Уне. Јужни дио Републике Српске, који обухвата највећи дио подручја источне Херцеговине, са релативном границом у општини Гацко (превој Чемерно и Гатачко поље), припада Јадранском водном сливу. У подручје Јадранског слива на територији Републике Српске спада ријечни слив Требишњице и Неретве.

## Евидентирана језера
- Алаговац
- Балкана
- Бардача
- Билећко
- Бијело
- Бочац
- Вишеградско
- Врба-Улиње
- Гвозно
- Гомјеничко језеро
- Горанско
- Горичко
- Горње Баре
- Градина
- Калиновачко језеро
- Доње Баре
- Дренова
- Зворничко
- Југово
- Кладопољско
- Клиње
- Котланичко
- Ламинци
- Ластванско
- Мезграјско
- Олићко
- Орловачко
- Орлово
- Пелагићево
- Перућачко
- Пливска језера
- Снијежница
- Старача
- Црвањско
- Црно
- Ђол
- Штиринско

## Списак језера Републике Српске
| Назив                                 | Површина                                         | Положај                                        | Општина                                              | Категорија                      | Напомена                    | Слика |
| ------------------------------------- | ------------------------------------------------ | ---------------------------------------------- | ---------------------------------------------------- | ------------------------------- | --------------------------- | ----- |
| Језеро Алаговац                       | 3,04 km² (3,3 хм³) (око 40 хектара)              | 4 км од Невесиња                               | општина Невесиње                                     | вјештачко                       |                             |       |
| Језеро Балкана                        | 5,6 km²                                          | 4-5 км од Мркоњић Града                        | општина Мркоњић Град                                 | вјештачко                       |                             |       |
| Бардача језеро                        | 0,658 km²                                        |                                                | општина Србац                                        |                                 | заштићено мочварно подручје |       |
| Билећко језеро                        | 33 km² (1.100 хм³) (2.764 хектара)               | надомак Билећа                                 | општина Билећа                                       | вјештачко, акумулационо         |                             |       |
| Бијело језеро (Зеленгора)             | 0,006 km²                                        | на планини Зеленгора                           |                                                      | природно, планинско, глацијално | Национални парк Сутјеска    |       |
| Бочац                                 | (42,9 хм³) (233 хектара)                         | 15 километара од Мркоњић Града                 | општина Мркоњић Град општина Кнежево Бањалука        | вјештачко, акумулационо         |                             |       |
| Вишеградско језеро                    | (105,0 хм³) (1.070 хектара ?) (890 хектара)      | Вишеград                                       | општина Вишеград, општина Ново Горажде, општина Рудо | вјештачко, акумулационо         |                             |       |
| Врба-Улиње                            | (14,6 хм³)                                       |                                                | општина Гацко                                        | вјештачко                       | настало 1983.               |       |
| Гвозно језеро (Драгово језеро)        |                                                  | Гвозно Поље, планина Трескавица                | општина Калиновик                                    | вјештачко                       | настало 1996.               |       |
| Гомјеничко језеро                     |                                                  | близу Теслића                                  | општина Теслић                                       | вјештачко                       |                             |       |
| Горанско језеро                       | 20.000 м³ (0,50 хектара)                         | насеље Липац, 7 км од Добоја                   | општина Добој                                        | вјештачко, акумулационо         |                             |       |
| Горичко језеро (Требињско језеро)     | (9,0 хм³) (171 хектара)                          | Горица 4 км од Требиња                         | општина Требиње                                      | вјештачко, акумулационо         |                             |       |
| Горње Баре                            |                                                  | на планини Зеленгора                           |                                                      | природно, планинско, глацијално | Национални парк Сутјеска    |       |
| Градина                               |                                                  | Омарска                                        | општина Приједор                                     | вјештачко, акумулационо         |                             |       |
| Калиновачко језеро Калиновачко језеро |                                                  | Грајсељићи                                     | општина Калиновик                                    | вјештачко                       | настало 2000.               |       |
| Доње Баре                             | 0,03 km²                                         | на планини Зеленгора                           |                                                      | природно, планинско, глацијално | Национални парк Сутјеска    |       |
| Дренова                               | (7,0 хм³)                                        | Дренова, Доњи Вијачани                         | општина Прњавор                                      | акумулационо                    |                             |       |
| Зворничко језеро                      | 8,1 km² 90.000 000 м³ (18,0 хм³) (1.380 хектара) | Мали Зворник, Велика река                      | општина Зворник                                      | вјештачко, акумулационо         | настало 1955.               |       |
| Југово језеро (Бориловачко језеро)    | (2,50 хектара)                                   | на планини Зеленгора, 25 км од Чемерна (Гацко) | општина Гацко, општина Калиновик и општина Фоча      | вјештачко, акумулационо         | Национални парк Сутјеска    |       |
| Кладопољско језеро                    | (2,50 хектара)                                   | на планини Зеленгора, село Обаљ                |                                                      |                                 | Национални парк Сутјеска    |       |
| Клиње                                 | 1.730.000 м³ (1,7 хм³) (26 хектара)              | Клина, Гатачко поље                            | општина Гацко                                        | вјештачко, акумулационо         | настало 1896.               |       |
| Котланичко језеро                     |                                                  | на планини Зеленгора                           |                                                      | природно, планинско, глацијално | Национални парк Сутјеска    |       |
| Ламинци                               |                                                  | Ламинци                                        | општина Градишка                                     |                                 |                             |       |
| Ластванско језеро                     |                                                  | Ластва 12 км од Требиња                        | општина Требиње                                      |                                 |                             |       |
| Мезграјско језеро                     |                                                  | село Пељаве и Мезграја                         | Општина Угљевик                                      | вјештачко                       |                             |       |
| Олићко језеро                         | 1.000 m²                                         | планина Козила 7 км од Шипова                  | општина Шипово                                       | природно, тектонско             |                             |       |
| Орловачко језеро                      |                                                  | на планини Зеленгора, 25 км од Чемерна (Гацко) |                                                      | природно, планинско, глацијално | Национални парк Сутјеска    |       |
| Орлово језеро                         |                                                  | Калуђерица, на планини Озрен                   | општина Петрово                                      | вјештачко                       |                             |       |
| Мањачко језеро                        | 3,40                                             | на планини Мањача                              | Бања Лука                                            |                                 |                             |       |
| Језеро Пелагићево (Жабар–бара)        | (33 хектара)                                     | Пелагићево                                     | општина Пелагићево                                   | вјештачко                       |                             |       |
| Перућачко језеро (Језеро Перућац)     | 12,4 km² 340.000 000 м³ (218,0 хм³)              | Перућац Скелани Бајина Башта Вишеград          | општина Сребреница општина Бајина Башта              | вјештачко, акумулационо         |                             |       |
| Језеро Снијежница                     | (172 хектара)                                    |                                                | општина Угљевик                                      | вјештачко, акумулационо         |                             |       |
| Језеро Старача                        |                                                  | Карановац                                      | општина Петрово                                      |                                 |                             |       |
| Црвањско језеро (Улошко језеро)       |                                                  | село Језеро, планина Црвањ                     | општина Калиновик                                    | природно, планинско             |                             |       |
| Црно језеро (Зеленгора)               | 0,013 km² (1.08 хектара)                         | на планини Зеленгора                           |                                                      | природно, планинско, глацијално | Национални парк Сутјеска    |       |
| Језеро Ђол                            | 1.000 m²                                         | село Љољићи, поред ријеке Пливе                | општина Језеро                                       |                                 |                             |       |
| Штиринско језеро                      |                                                  | на планини Зеленгора                           |                                                      | природно, планинско, глацијално | Национални парк Сутјеска    |       |